# Jerżan Omarbajew
Jerżan Sowietuły Omarbajew – kazachski judoka.
Startował w Pucharze Świata w 1997. Brązowy medalista mistrzostw Azji w 1996 roku.